# Gerberga Saská
Gerberga Saská (913 – 5. května 969) byla lotrinská vévodkyně a poté západofranská královna, manželka krále Ludvíka IV.

## Život
Narodila se pozdějšímu východofranskému králi Jindřichovi I. a jeho druhé ženě Matyldě z Ringelheimu. Pravděpodobně roku 928 či 929 byla Gerberga provdána za Giselberta Lotrinského, což zdá se společně s uznáním titulu vévody lotrinského zapříčinilo změnu jeho politické orientace. Giselbert byl dlouhá léta věrný tchánově straně a až po jeho smrti, kdy na východofranský trůn nastoupil Ota I., který změnil dosavadní pojetí vlády a na rozdíl od svého otce začal prosazovat zvláštní postavení krále, se rozhodl pro další změnu. Přísahu věrnosti nabídl západofranskému králi Ludvíkovi, což v důsledku vedlo ke Giselbertově smrti na útěku z bitevní pláně. Lotrinský vévoda se neslavně utopil v Rýnu. Vdova Gerberga po letech věnovala opatství v St. Rémy věnovala bohaté statky v oblasti Meersenu, aby získala pravidelné modlitby za spásu své duše i duše Giselbertovy.
Král Ludvík byl v době Giselbertova náhlého skonu zřejmě již na cestě a na podzim 939 se urychleně oženil s ovdovělou Gerbergou, sestrou Oty I., což Otu zpočátku příliš nenadchlo. Na podzim byla Gerberga korunována v Laonu. Dle svých současníků byla nová královna inteligentní a vzdělaná. Snažila se působit na vztahy mezi svým mužem a bratrem, což se jí i dařilo. Mnich Adso věnoval Gerberze své dílo Libellus de Antichristo. Roku 953 byla její snaha o smír mezi Ludvíkem a Hugem korunována úspěchem. Oba muži v Soissons zpečetili mír, který vydržel do konce Ludvíkova života. Král při pronásledování vlka spadl z koně a při pádu si způsobil vnitřní zranění, jež 10. září 954 zapříčinila smrt.
Jako regentka za nezletilého syna Lothara byla Gerberga donucena Hugem Velikým k předání vévodství burgundského a akvitánského. Korunovace mladého panovníka proběhla v listopadu 954 a Hugovi se nepodařilo vojensky získat Akvitánii a Burgundska si příliš neužil, zemřel náhle v létě 956 zřejmě v důsledku morové nákazy. Gerberga poté vládla ve shodě se svou sestrou Hedvikou, vdovou po Hugovi a jejich bratr Bruno, kolínský arcibiskup, byl oběma rádcem. Rovnováha byla porušena roku 965, kdy zemřel Bruno stále se pokoušející o čestné vyrovnání mezi oběma syny svých sester a poté roku 969, když Gerberga zemřela a Lothar se pokusil o získání Lotrinska.

## Potomci
Gerberga saská byla vdaná dvakrát. Poprvé si vzala Giselberta, vévodu lotrinského. Po jeho smrti v roce 939 se provdala za západofranského krále z rodu Karlovců Ludvíka IV.
1. manžel Giselbert Lotrinský
- Jindřich (zemřel před 944)
- Hadwiga (zemřela mladá)
- Alberada, manželka Renaulda, remešského hraběte
- Gerberga (zemřela po 978), manželka Alberta I., hraběte z Vermandois

2. manžel Ludvík IV. Francouzský
- Lothar I. Francouzský (941–986), západofranský král
- Matylda (943 – po 981), manželka Konráda III. Burgundského
- Karel (945 – před 953)
- dcera neznámého jména (narozena 948)
- Ludvík (948–954)
- Karel Dolnolotrinský (953 – po 991), vévoda dolnolotrinský
- Jindřich (953, zemřel brzy po křtu, Karlovo dvojče)